# Sélégiline
La sélégiline est une molécule de la classe des amphétamines, plus précisément dérivée de la méthamphétamine. C'est un inhibiteur irréversible de la monoamine oxydase B (IMAO-B), permettant l'inhibition de la dégradation des catécholamines (adrénaline, noradrénaline et dopamine) et de la sérotonine.
Elle agit chez l'humain comme un inhibiteur de la monoamine oxydase B (IMAO-B) et est utilisée pour traiter la maladie de Parkinson. En médecine vétérinaire elle est utilisée dans le traitement des troubles comportementaux tels que l'hypersensibilité, l'hyperactivité, l'anxiété de séparation et les phobies, en association avec des thérapies comportementales.

## Dépression
La sélégiline est aussi utilisée dans certains pays en timbre transdermique dans le traitement de la dépression sous la marque Emsam,.

## Spécialités contenant de la sélégiline
- Médicaments contenant de la sélégiline commercialisés en France[6] :
  - Déprényl